# Thread safety
Il concetto di thread safety (dall'inglese sicurezza dei thread), in programmazione, viene utilizzato, nell'ambito del multithreading, per indicare la caratteristica di una porzione di codice che si comporta in modo corretto nel caso di esecuzioni multiple da parte di più thread. In particolare è importante che i vari thread possano avere accesso alle stesse informazioni condivise, ma che queste siano accessibili solo da un thread alla volta.
Nel caso di un processo multithreaded, ovvero composto da più thread simultanei che accedono virtualmente agli stessi dati, la struttura di controllo e l'ordine di accesso ai dati stessi non rispettano completamente la sequenzialità del testo del programma, e questo rende possibili comportamenti inaspettati dovuti alla manipolazione non corretta dei dati.
Si rende quindi necessario minimizzare la possibilità di errori cercando di ristabilire le corrispondenze tra il testo del programma e la struttura di controllo reale, tramite diverse tecniche di implementazione.

## Tecniche di implementazione
- Codice rientrante, ovvero codice che può essere eseguito contemporaneamente da processi separati, salvando i dati in variabili locali
- Mutex (o mutua esclusione), che gestisce la sincronizzazione dei thread impedendo loro di accedere contemporaneamente agli stessi dati
- Thread-local storage (TLS), che consiste nella creazione di variabili locali private per ogni thread